# Contrato de futuros
Un contrato de futuros es un contrato o acuerdo que obliga a las partes contratantes a comprar o vender un número determinado de bienes o valores (activo subyacente) en una fecha futura y determinada, y con un precio establecido de antemano. Estos contratos se negocian en lo que se llama mercado a término o mercado de futuros.
Los contratos de futuros son una categoría dentro de los contratos de derivados.

## Utilidad del contrato de futuros
Existen dos motivos por los cuales alguien puede estar interesado en contratar un futuro:
- Operaciones de cobertura: La persona tiene o va a tener el bien subyacente en el futuro (petróleo, gas, naranjas, trigo, etc.) y lo venderá en un futuro. Con la operación quiere asegurar un precio fijo hoy para la operación a realizar posteriormente.
- Operaciones especulativas: La persona que contrata el futuro sólo busca especular con la evolución de su precio desde la fecha de la contratación hasta el vencimiento del mismo.

## Conceptos
- Estar largo.
Quien compra contratos de futuros, adopta una posición larga, por lo que tiene el derecho a recibir en la fecha de vencimiento del contrato el activo subyacente objeto de la negociación. Básicamente significa comprar hoy para vender mañana o invertir hoy para mañana recuperar el nominal más las plusvalías.

- Estar corto
Quien vende contratos adopta una posición corta ante el mercado, por lo que al llegar la fecha de vencimiento del contrato deberá entregar el correspondiente activo subyacente, recibiendo a cambio la cantidad de dinero acordada en la fecha de negociación (venta) del contrato de futuros. Básicamente significa financiarse hoy con la venta del activo que aún no tenemos, tomando la obligación de devolver el activo mañana.

### Características de los instrumentos derivados negociados en mercados organizados
- Normalización de los contratos negociados, son iguales para todos los participantes en el mercado:
  - el activo subyacente
  - el tamaño u objeto del contrato
  - la fecha de vencimiento
  - la forma de liquidar el contrato al vencimiento;
- Existencia de un sistema de garantías y liquidación diaria de posiciones en el que todos los contratantes deben depositar una garantía cuando toman una posición en el mercado. Además hay una liquidación diaria de las posiciones abiertas (contratos no cerrados) al precio de cierre de mercado. Es decir, las ganancias y pérdidas se recogen a medida que se va consumiendo la vida del contrato.
- Existencia de mecanismos en el mercado para hacer posible la liquidación diaria de todos los contratantes: el creador del mercado (market maker) debe ofrecer cotizaciones de forma continua.
- Eliminación del riesgo de contrapartida en las operaciones de futuros. El riesgo de contrapartida que existe en estas operaciones queda eliminado debido a que unido al mercado como centro de negociación, existe una Cámara de Compensación (Clearing House) vinculada en su operatividad a la sociedad rectora del mercado y encargada de organizar el mercado y de eliminar el riesgo de mercado asociado a las operaciones.

#### La cámara de compensación
La Cámara de Compensación establece un sistema de garantías, cuyos ejes básicos son:
- - Depósitos de garantía.
  - Liquidación diaria de las pérdidas y ganancias.
  - Otras medidas complementarias (límites de posiciones, comisión de supervisión y vigilancia, miembros reconocidos, sistema de negociación, liquidación y compensación en tiempo real, etc).

La existencia de la Cámara permite que las partes negociadoras de un contrato no se obliguen entre sí, sino que lo hacen con respecto a la Cámara, lo que supone eliminar el riesgo de contrapartida y permitir el anonimato de las partes en el proceso de contratación. 
Funciones:
- - Actúa como contrapartida de las partes contratantes, siendo comprador para la parte vendedora y vendedor para la parte compradora.
  - Determina diariamente los depósitos de garantía por posiciones abiertas.
  - Liquida diariamente las pérdidas y ganancias.
  - Liquida los contratos al vencimiento.

Control y supervisión de los sistemas de compensación y liquidación. Son funciones que ejerce la Cámara de Compensación, garantizando el buen fin de las operaciones a través de la subrogación en las mismas. Como la Cámara elimina el riesgo de contrapartida para quienes negocian en el mercado, debe establecer un mecanismo de garantías que le permita no incurrir en pérdidas ante una posible insolvencia de algún miembro del mercado. Para ello exige un depósito de garantía determinado en función del número y tipo de contratos comprados o vendidos. Para que dicha garantía permanezca inalterable, la Cámara de Compensación la ajusta diariamente por medio de la actualización de depósitos o liquidación de pérdidas y ganancias.

## Usos de los contratos de futuros
Con independencia de que un contrato de futuros se puede comprar con la intención de mantener el compromiso hasta la fecha de su vencimiento, también puede ser utilizado como instrumento de cobertura en operaciones de tipo especulativo, ya que no es necesario mantener la posición abierta hasta la fecha de vencimiento; en cualquier momento se puede cerrar la posición con una operación de signo contrario a la inicialmente efectuada: cuando se tiene una posición compradora, puede cerrarse la misma sin esperar a la fecha de vencimiento simplemente vendiendo el número de contratos compradores que se posean; de forma inversa, alguien con una posición vendedora puede cerrarla anticipadamente acudiendo al mercado y comprando el número de contratos de futuros precisos para compensar su posición.
+ Comprar un futuro consiste en un contrato estandarizado que supone para el comprador la obligación de comprar el activo subyacente a un precio fijado hoy, llamado precio del futuro, en la fecha de vencimiento del contrato.
Si una vez llegado el vencimiento el precio del futuro es menor que el precio de liquidación, habrá beneficio; en caso contrario habrá pérdidas.
+ Vender un contrato de futuro consiste en un contrato estandarizado que supone para el vendedor la obligación de vender el activo subyacente al precio del futuro en la fecha del vencimiento.
Si una vez llegado el vencimiento el precio del futuro es mayor que el precio de liquidación, habrá beneficio; en caso de que ocurra lo contrario obtendremos pérdidas.
- Negociar un contrato de futuro implica:

-La liquidación diaria de pérdidas y ganancias: Todos los días, cuando se cierra la sesión, se procede al cálculo de las pérdidas y ganancias generadas por cada posición.
-Unas garantías que consisten en un depósito que la cámara exige al contratar futuros.

## Antecedentes de los mercados de futuros
Los contratos de futuros sobre materias primas, metales preciosos, productos agrícolas y mercaderías diversas, se negocian desde hace más de dos siglos. Para productos financieros se negocian desde hace más de dos décadas, existiendo futuros sobre tipos de interés a corto, medio y largo plazo, futuros sobre divisas y futuros sobre acciones y sobre índices bursátiles.
Los primeros indicios sobre los contratos de futuros se remontan al año 2000 a.c en la época de los egipcios. Los agrícolas, al no saber la cantidad o calidad de sus cultivos en un futuro, acordaban con un comprador un precio para todo el cultivo con independencia del resultado. El contrato de futuro como instrumento financiero se negocia desde hace más de dos décadas, existiendo futuros sobre tipos de interés a corto, medio y largo plazo, futuros sobre divisas y futuros sobre acciones y sobre índices bursátiles. La Bolsa de Arroz de Dojima fundada en Osaka, Japón en 1697, es considerada como la primera bolsa de futuros del mundo, era una bolsa de futuros de materias primas especializada en arroz.